# Januário Garcia
Januário Garcia Filho (Belo Horizonte, 16 de novembro de 1943 – Rio de Janeiro, 30 de junho de 2021) foi um fotógrafo brasileiro. 
Com extenso trabalho nas áreas de publicidade, música e documentação de afrodescendentes em âmbitos social, político, cultural e econômico, Januário participava de importantes espaços de memória, arte e cultura do povo negro além do âmbito profissional. Foi autor das fotos de capas de álbuns icônicos de artistas como: Gilberto Gil, Tim Maia, Belchior, Chico Buarque e Leci Brandão. Januário teve seu trabalho exposto em países como Canadá, México, Bélgica, Senegal, Togo (República Togolesa), Nigéria, Estados Unidos, Áustria, Japão e Brasil.
Formado em Comunicação Visual pela International Camaramen School, com estágio no Studio Gamma sob orientação do fotógrafo George Racz, com cursos de extensões de arte visual, história da arte e Videomaker. Atuou como presidente do Instituto de Pesquisas das Culturas Negras e foi membro do Conselho Memorial Zumbi. Foi autor de mais de 100 mil fotos ao longo da carreira.

## Biografia
Januário nasceu em Belo Horizonte, em 1943. Era filho de Geralda da Mata Garcia e Januário Garcia. Januário foi um dos quatro filhos de uma família pobre, moradora de periferia da capital mineira. Seu pai, morreu quando ele tinha 4 anos, sendo então criado, até os 12 anos, pela mãe, quando ela faleceu, ainda muito jovem aos 36 anos, por volta de 1955. Com essa perda, Januário fica desnorteado e resolve sair pelo mundo sem destino. Ele então chega ao Rio de Janeiro, com 13 anos e foi morar nas ruas e abrigos públicos da cidade.
Levado ao Serviço de Amparo ao Menor (SAM) aos 16 anos, Januário foi voluntário da Tropa de Paraquedista do Exército aos 17, onde fez curso de Infante Paraquedista e, completou o ensino fundamental e ensino médio. Foi nessa ocasião que comprou sua primeira câmera fotográfica, uma Olympus, e fazia fotos dos colegas no quartel.

## Carreira
Após sair do quartel e sobreviver de outras atividades, Januário retornou à fotografia na década de 1970, definitivamente, com uma câmera Pentax Spotimac II, iniciando assim sua carreira profissional, com o incentivo  de Ana Maria Felippe, sua esposa, que o alavancou na profissionalização. Fotografou para jornais alternativos da época e, prestou serviços como free lancer para a grande imprensa começando pela Tribuna da Imprensa e, com o tempo para as demais redações: O Globo, Jornal do Brasil, O Dia, A Notícia, Revista JB e algumas publicações da Editora Bloch.
Foi convidado para participar da fundação da Photo Galeria, organização voltada para a venda de fotografia de arte, onde conheceu George Racz que mais tarde o convidou para ser seu assistente. A amizade com Racz foi muito importante, para Januário, pois foi com ele que teve um upgrade de conhecimento e técnica fotográfica que alavancou, definitivamente, sua carreira fotográfica.
Montou um estúdio e foi trabalhar com publicidade, encontrando as tradicionais barreiras que um negro precisa que superar quando não exerce um trabalho em setores que a sociedade reservou para ele. Durante todo tempo que fotografou para publicidade, o único fotógrafo negro que encontrou, nessa área, foi Walter Firmo e, tinha, ainda, uma referência do fotógrafo negro, José Medeiros. Trabalhou por muito tempo atendendo a várias agências no Rio de Janeiro.
Nessa ocasião começou a procurar gravadoras para entrar no mercado de capas de discos, outra batalha, pois era um mercado muito restrito, com um grupo de fotógrafos coesos que dominava o mercado, depois de vários meses visitando as gravadoras, finalmente conseguiu uma capa para fazer, a de um grupo de rock chamado O Peso. Os componentes da banda ficaram emocionados com as fotos para a capa, o diretor de arte da Poligram, na época Sr. Aldo Luiz, o congratulou e a partir dessa capa surgiram muitas outras, dos mais importantes músicos brasileiros com os quais teve a oportunidade de conviver e fazer as fotos de suas capas.

## Inspiração
Quando ainda estava começando a aprender a ler, um exemplar da revista infantil O Tico-Tico caiu em suas mãos, com seus personagens Reco-Reco, Bolão e Azeitona. Nesse número, na secção ligue-ligue da revista, ensinava a fazer um projetor de imagens com uma pequena caixa de madeira no tamanho 20X15X15. Havia um cinema no bairro que passava filmes às quartas, sábados e domingos, nos dias posteriores de manhã bem cedo ele ia esperar o lixo do cinema para pegar tiras de filmes que jogavam fora, para projetar à noite em sua casa, em uma parede pintada de branco. Dessa maneira começou a sua relação direta com a imagem, toda oportunidade que tinha, lia sobre fotografia e cinema. A imagem sempre despertou uma curiosidade que Januário não sabia explicar a razão.
| “ | Existe uma história do negro sem o Brasil, o que não existe é o uma história do Brasil sem o negro. | ” |

## Movimento Negro
Sua chegada ao Movimento Negro se deu na ocasião em que era assistente do Racz, pois ele havia implantado um curso de fotografia no Museu de Arte Moderna do Rio de Janeiro (MAM) onde o próprio ministrava aulas e, era considerado um dos melhores cursos de fotografia da cidade do Rio de Janeiro. Em um determinado momento, Januário foi convidado a substituir Racz, como professor. Havia um aluno negro no Curso, José Ricardo D´Almeida que viu sobre sua mesa, uma revista negra americana Ebony, que Januário comprava para desenvolver seu Inglês e acompanhar as lutas pelos direitos civis nos Estados Unidos, esse número da revista falava em Malcolm X.
Depois de ver a revista o aluno disse que havia um grupo de negros se reunindo aos sábados, no Centro de Estudos Afro-asiáticos na Universidade Cândido Mendes em Ipanema, combinaram de irem juntos, na reunião seguinte. Quando acabou a reunião, Januário percebeu que ali estava sendo escrita uma nova história na sociedade brasileira, era o ano de 1975. Voltou nas reuniões seguintes e começou a fotografar as reuniões do Movimento Negro. Essa documentação fotográfica passou a ser seu trabalho pessoal e ao mesmo tempo sua ferramenta de participação na luta e na história do Movimento Negro Brasileiro.

## Morte
Januário estava internado no Hospital São Lucas, em Copacabana, na Zona Sul do Rio, e morreu na noite de 30 de junho de 2021, em decorrência da COVID-19. Januário Garcia deixa quatro filhos.

## Exposições
| Exposição                                                           | Local                                                                          | pais                      | ano  |
| ------------------------------------------------------------------- | ------------------------------------------------------------------------------ | ------------------------- | ---- |
| COMUM DO SINGULAR 1                                                 | Museu de Arte de São Paulo-MASP / Bienal de São Paulo                          | Brasil                    | 1976 |
| PRIMEIRA MUESTRA DA LA FOTOGRAFIA LATINA AMERICANA CONTEMPRORÂNEA   | Museu de Arte Moderna do México                                                | México                    | 1978 |
| COMUM DO SINGULAR 2                                                 | Museu de Arte Moderna / Salvador - BA                                          | Brasil                    | 1979 |
| VENEZA79                                                            | Nova York                                                                      | Estados Unidos            | 1979 |
| WIE WEIT IST BRASILIEN e BRASILIENS ANDERS                          | Viena                                                                          | Aústria                   | 1985 |
| BEGEGNUNG MIT BRASILIEN                                             | Kassel                                                                         | Alemanha                  | 1988 |
| AFRO BRAZILIANS IN STRUGLE                                          | Tokio                                                                          | Japão                     | 1989 |
| 500 YEARS AMERICAN DISCOVERY                                        | Schomburg Center / Nova York                                                   | Estados Unidos            | 1992 |
| BLACK BRAZILIANS VISON                                              | Universidade da Flórida - Embaixada do Brasil / Washington                     | Estados Unidos            | 1993 |
| Eu Hein?                                                            | Casa de Cultura Laura Alvim / Rio de Janeiro                                   | Brasil                    | 1996 |
| MOSTRA DOS 500 ANOS: Brasil + 500                                   | Ibirapuera / São Paulo                                                         | Brasil                    | 2000 |
| MOSTRA PARA NUNCA ESQUECER MEMÓRIAS NEGRAS                          | Museu Histórico Nacional / Rio de Janeiro                                      | Brasil                    | 2001 |
| MOSTRA EVERYDAY LIFE OF AFROBRAZILIANS                              | Organização das Nações Unidas (ONU) / New York                                 | Estados Unidos            | 2004 |
| NETOS E BISNETOS DE ESCRAVOS                                        | Conjunto Cultural da Caixa / Brasília - DF                                     | Brasil                    | 2004 |
| REMANESCENTE DE QUILOMBOS DO ESTADO DO RIO                          | Capão da Canoa - RS                                                            | Brasil                    | 2004 |
| SEMANA DA ABOLIÇÃO - PASSADO e PRESENTE                             | Praça Melvin Jones (atual Pç Mario Lago) e Museu da República / Rio de Janeiro | Brasil                    | 2005 |
| PASSADO E PRESENTE                                                  | II Conferência de Intelectuais da África e da Diáspora / Salvador - BA         | Brasil                    | 2006 |
| Diásporas africanas na América do Sul - Uma ponte sobre o Atlântico | Inauguração da embaixada do Brasil / Abuja                                     | Nigéria                   | 2006 |
| DIÁSPORAS AFRICANAS NA AMÉRICA DO SUL – UMA PONTE SOBRE O ATLÂNTICO | Festival de Divindades Negras / Aneho                                          | Togo (República Togolesa) | 2007 |
| MEMÓRIA VIVA – 1980/2005 – 25 ANOS DO MOVIMENTO NEGRO               | Museu da República / Rio de Janeiro                                            | Brasil                    | 2008 |
| DIÁSPORA AFRICANAS NA AMÉRICA DO SUL – UMA PONTE SOBRE O ATLÂNTICO  | Palácio do Itamaraty, Semana da África / Brasília - DF                         | Brasil                    | 2008 |
| MEMÓRIA VIVA – 1980/2005 – 25 ANOS DO MOVIMENTO NEGRO               | Espaço Renato Russo / Brasília - DF                                            | Brasil                    | 2008 |
| ESTÉTICA NEGRA                                                      | Espaço Cultural de Furnas / Rio de Janeiro                                     | Brasil                    | 2008 |
| INSTANTES E INSTANTÂNEOS DE ANTÔNIO CARLOS JOBIM                    | Casa do Brasil / Bruxelas                                                      | Bélgica                   | 2008 |
| NEGRICE CRISTAL                                                     | Fundação Palmares / Brasília - DF                                              | Brasil                    | 2009 |
| INSTANTES E INSTANTÂNEOS DE ANTÔNIO CARLOS JOBIM/                   | Espaço Antônio Carlos Jobim / Rio de Janeiro                                   | Brasil                    | 2009 |
| DIÁSPORAS AFRICANAS NA AMÉRICA DO SUL- UMA PONTE SOBRE O ATLÂNTICO  | Sesc / Rio de Janeiro - RJ                                                     | Brasil                    | 2010 |
| DIÁSPORAS AFRICANAS NA AMÉRICA DO SUL- UMA PONTE SOBRE O ATLÂNTICO  | 3º Festival Mundial das Artes Negras - Museu Nacional do Senegal / Dakar       | Senegal                   | 2011 |
| AFRODESCENDANTS D´AMÉRIQUE DU SUD                                   | Musée De La Civilisation – Mois de I´Histoire des Noires / Quebec              | Canadá                    | 2012 |
| DIÁSPORAS AFRICANAS NA AMÉRICA DO SUL – O NEGRO BRASILEIRO          | Museu das Culturas do Mundo / Cidade do México                                 | México                    | 2016 |
| RIO DE TODAS AS ÁFRICAS                                             | Centro Cultural Laurinda Santos Lobo / Rio de Janeiro - RJ                     | Brasil                    | 2016 |
| O GRITO                                                             | ESPAÇO PENCE / Rio de Janeiro - RJ                                             | Brasil                    | 2019 |

## Livros
| Nome | Autor(es)                                | País   | Ano  |
| --- | ---------------------------------------- | ------ | ---- |
| 2011 Ano Internacional dos Afrodescendentes: Valorizando a Imagem das Mulheres Negras Brasileira          | Januário Garcia                          | Brasil | 2011 |
| Diásporas Africanas na América do Sul – Uma Ponte sobre o Atlântico                                       | Januário Garcia e Júlio César de Tavares | Brasil | 2008 |
| 25 anos do Movimento Negro – Mostra a saga da luta negra no Brasil no período de 1980 a 2005              | Januário Garcia                          | Brasil | 2006 |
| A História dos Remanescentes de Quilombo do Estado do Rio de Janeiro – A Verdade que a História não Conta | Januário Garcia                          | Brasil | 2002 |

### Participação em obras de terceiros
| Nome                                                                        | Autor                        | Fotografias     |
| --------------------------------------------------------------------------- | ---------------------------- | --------------- |
| Aspectos da Arte Religiosa no Brasil Bahia, Pernambuco e Paraíba            | Clarival do Prado Valladares | Januário Garcia |
| A Mão Afro-Brasileira - O Significado da Contribuição Artística e Histórica | Emanoel Araújo               | Januário Garcia |
| Memória Negras Memórias de Negro                                            | Emanuel Araújo               | Januário Garcia |
| Quilombo dos Palmares                                                       | Joel Rufino dos Santos       | Januário Garcia |
| O Corpo se Expressa e Dança                                                 | Renné Wells                  | Januário Garcia |
| O Negro no Rio de Janeiro e sua Tradição Musical                            | Nei Lopes                    | Januário Garcia |

## Prêmios
| Prêmio                                                                                         | Instituição                                                                       | Ano  |
| ---------------------------------------------------------------------------------------------- | --------------------------------------------------------------------------------- | ---- |
| Prêmio ORILAXÉ                                                                                 | Afroreggae                                                                        | 2001 |
| Prêmio Secretaria de Estado de Justiça e Direitos do Estado do Rio de Janeiro – Disque Racismo | Estado do Rio de Janeiro                                                          | 2005 |
| Prêmio de Cultura do Estado do Rio de Janeiro - Registro e Memória                             | Estado do Rio de Janeiro                                                          | 2010 |
| Prêmio João Candido                                                                            | Assembleia Legislativa do Estado do Rio de Janeiro Comissão de Combate ao Racismo | 2013 |
| Troféu Dia de Mandela                                                                          | Instituto Nelson Mandela de Direitos Humanos                                      | 2013 |

## Capas de Álbuns Musicais
| Cantor/cantora/banda | nome do álbum                     | ano  |
| --- | --------------------------------- | ---- |
| Belchior | Alucinação                        | 1976 |
| Belchior | Todos os Sentidos                 | 1978 |
| Caetano Veloso | Muito (Dentro da Estrela Azulada) | 1978 |
| Caetano Veloso | Cores, nomes                      | 1982 |
| Chico Buarque | Chico Buarque                     | 1978 |
| Chico Buarque | Perfil                            | 2003 |
| Edu Lobo | Camaleão                          | 1978 |
| Fafá de Belém | Água                              | 1977 |
| Fafá de Belém | Crença                            | 1980 |
| Fagner | Quem Viver Chorará                | 1978 |
| Fagner | Beleza                            | 1979 |
| Leci Brandão | Coisas do Meu Pessoal             | 1977 |
| Leci Brandão | Atitude                           | 1993 |
| Leci Brandão | Dignidade                         | 1987 |
| Raul Seixas | Mata Virgem                       | 1978 |
| Raul Seixas | Há 10 Mil Anos Atrás              | 1976 |
| Tim Maia | Tim Maia Disc Club                | 1978 |
| Tim Maia | O Descobridor dos Sete Mares      | 1983 |
| Tom Jobim | Urubu                             | 1975 |
| Tom Jobim | Tom e Edu                         | 1981 |
| Tom Jobim | Tom Jobim e Convidados            | 1985 |
| Nei Lopes e Wilson, Roberto Ribeiro; Lucinha Lins; Obina Shok; Delcio Carvalho; Aniceto do Império; Luizinho Eça, Luiz Carlos da Vila, Martinho da Vila, Ivo Meireles, Gal Costa, Serginho Meriti, Claudio Jorge, Vital Farias, Cátia de França, O Peso, Raimundo Sodré e outros. |                                   |      |